# 巴黎地鐵MF 01型列車
巴黎地鐵MF 01型列車是用於巴黎地鐵的鋼輪電力動車組。列車於2007年12月首次運抵，於2008年6月投入營運。

## 性能
巴黎大眾運輸公司於2001年訂購了160列、800節列車，以取代老化的MF 67。該型號列車用於巴黎地鐵2號線、5號線和9號線。此型號除了延续MP 89和MF 88的互通功能，同時也是巴黎地鐵列車當中首個設有空調的列車，保持车内舒适恒温和空气流通。並且採用了隔音設備使得行駛時車內更安靜。保安方面MF 01还配备了自动音视讯系统和摄像头监控。
另外，MF 01相对于前代列车更为环保，因为其通过改善牵引性能和刹车能量回收功能，节约了至少30%的能量，而且相对于MF 77的100公里最高时速，MF 01限制时速70公里，从而优化了引擎尺寸。

## 历史
MF 01型列車於2005年6月17日對外公佈，2006年1月開始進行測試。該型號列車於2008年6月11日投入2號線營運使用，並於2011年3月完成对2號線MF 67的全數取代。隨之進行測試，並於2011年6月15日投入5號線營運。
2011年2月9日，法蘭西島運輸聯合會投票以3.3億歐元購買MF 01型列車於9號線使用。2013年運抵，但先行送到5號線。9號線的首列列車於2013年6月運抵，並於2013年10月21日開始營運。